# Celleporaria convexa
Celleporaria convexa är en mossdjursart som först beskrevs av Canu och Bassler 1929.  Celleporaria convexa ingår i släktet Celleporaria och familjen Lepraliellidae. Inga underarter finns listade i Catalogue of Life.